# Papstwahl 1264–1265
Die Papstwahl von 1264–1265 (12. Oktober – 5. Februar) fand nach dem Tod von Papst Urban IV. statt und endete mit der Wahl seines Nachfolgers Clemens IV. Die Kardinäle trafen sich in Perugia, wo Urban IV. Zuflucht gefunden hatte, nachdem er aus Orvieto vertrieben worden war. Er war als Papst nie in Rom gewesen und verbrachte sein gesamtes Pontifikat im Exil. Es war die zweite Wahl in Folge, in der ein Papst „in absentia“ gewählt wurde; das Phänomen wurde in der Papstwahl 1268–1271 wiederholt, ein weiteres Mal in der Papstwahl 1292–1294. In den letzten beiden Fällen war die gewählte Person nicht einmal ein Kardinal.

## Konklave
18 Kardinäle trafen sich am 12. Oktober 1264 in Perugia. Einige von ihnen unterstützten die Fortsetzung der Politik von Urban IV. und einen Aufruf von Karl von Anjou (pro-französische Fraktion) an Italien, während eine andere Gruppe von Unterstützern die Suche nach anderen Formen der Gewährleistung der Unabhängigkeit der pro-italienischen Fraktion unterstützte. Dieser heftige und fruchtlose Streit dauerte fast vier Monate und veranlasste Perugias Behörden, härtere Maßnahmen zu ergreifen, um die Wähler zu einer Entscheidung zu zwingen. Wie aus einem Brief Kardinal Fieschis an den abwesenden Kardinal Paltineri im Januar 1265 hervorgeht, wurden die Kardinäle gewaltsam zu einer Versammlung in der Kathedrale gezwungen. Diese Maßnahme funktionierte und am 5. Februar 1265 wurde die Entscheidung im Auswahlverfahren durch einen Kompromiss getroffen, d. h. durch Delegation an eine Kommission und im gesamten Kardinalskollegium. Später wählten sie den abwesenden Kardinal Guy Foulques, Kardinalbischof von Sabina. Die Tatsache, dass Foulques Franzose und Karl von Anjou unterworfen war, deutet darauf hin, dass er Teil der pro-französischen Fraktion sein würde. Die Nachricht von der Entscheidung der Kardinäle führte ihn aus England zurück, wo er als päpstlicher Legat lebte. Er akzeptierte die Wahl und nahm den Namen Clemens IV. an. Aufgrund der feindseligen Haltung der Bewohner Roms, die sich dem „Fremden“ auf dem Thron des hl. Petrus gegenübersahen, wurde die Krönungszeremonie in Viterbo abgehalten. Als Papst besuchte auch Clemens IV. niemals Rom.

## Kardinäle
Zur Zeit des Todes von Papst Urban gab es 21 Kardinäle. Mindestens zwei nahmen nicht an der Wahl teil, Simon de Brion, Legat bei König Philipp III. von Frankreich, und Guido Grosso Fulcodi, Legat bei König Heinrich III. von England. Die Teilnahme von Simone Paltanieri, Gouverneur von Kampanien für Urban IV. und später für Clemens IV., ist ungeklärt.
| Kardinal                                 | Herkunft               | Rang             | Titel                                | Ernannt am        | durch        | Anmerkungen                                                                                           |
| ---------------------------------------- | ---------------------- | ---------------- | ------------------------------------ | ----------------- | ------------ | --- |
| Odo von Châteauroux, O.Cist.             | Erzbistum Bourges      | Kardinalbischof  | Bischof von Tusculum (Frascati)      | 28. Mai 1244      | Innozenz IV. | |
| Johannes von Toledo                      | England                | Kardinalbischof  | Bischof von Porto-Santa Rufina       | 28. Mai 1244      | Innozenz IV. | Unterstützer von Heinrich III. von England; diente 60 Jahre in der Kurie                              |
| István Báncsa                            | Ungarn                 | Kardinalbischof  | Bischof von Palestrina               | Dezember 1251     | Innozenz IV. | Erzbischof von Esztergom (1243–1254)                                                                  |
| Raoul Grosparmi (Rodolphe de Chevriêres) | Frankreich             | Kardinalbischof  | Albano                               | 17. Dezember 1261 | Urban IV.    | Begleitete Ludwig IX. von Frankreich auf den Kreuzzug nach Tunesien und starb dort am 11. August 1270 |
| Henricus de Segusio                      | Susa                   | Kardinalbischof  | Bischof von Ostia und Velletri       | Mai 1262          | Urban IV.    | |
| Hugo von Saint-Cher, OP                  | Vienne                 | Kardinalpriester | Santa Sabina                         | 28. Mai 1244      | Innozenz IV. | Legat in Deutschland 1253                                                                             |
| Simone Paltanieri                        | Padua                  | Kardinalpriester | Santi Silvestro e Martino ai Monti   | 17. Dezember 1261 | Urban IV.    | Kardinalprotopriester, Prior Presbyterorum                                                            |
| Simon Monpitie de Brie                   | Frankreich             | Kardinalpriester | Santa Cecilia in Trastevere          | 17. Dezember 1261 | Urban IV.    | später Papst Martin IV.                                                                               |
| Annibale Annibaldi, O.P.                 | Rom                    | Kardinalpriester | Santi XII Apostoli                   | Mai 1262          | Urban IV.    | |
| Anchero Pantaléon                        | Frankreich             | Kardinalpriester | Santa Prassede                       | Mai 1262          | Urban IV.    | Neffe von Urban IV.                                                                                   |
| Guillaume de Bray                        | Frankreich             | Kardinalpriester | San Marco Evangelista al Campidoglio | Mai 1262          | Urban IV.    | |
| Guy de Bourgogne, O.Cist.                | Burgund oder Kastilien | Kardinalpriester | San Lorenzo in Lucina                | Mai 1262          | Urban IV.    | |
| Riccardo Annibaldi                       | Rom                    | Kardinaldiakon   | Sant’Angelo in Pescheria             | 1237              | Gregor IX.   | |
| Ottaviano Ubaldini                       | Florenz                | Kardinaldiakon   | Santa Maria in Via Lata              | 28. Mai 1244      | Innozenz IV. | Apostolischer Legat im Königreich Sizilien seit Januar 1255                                           |
| Giovanni Gaetano Orsini                  | Rom                    | Kardinaldiakon   | San Nicola in Carcere                | 28. Mai 1244      | Innozenz IV. | später Papst Nikolaus III. (1277–1280)                                                                |
| Ottobono Fieschi                         | Genua                  | Kardinaldiakon   | Sant’Adriano al Foro                 | Dezember 1251     | Innozenz IV. | |
| Uberto Coconati                          | Asti (Piemont)         | Kardinaldiakon   | Sant’Eustachio                       | 17. Dezember 1261 | Urban IV.    | |
| Giacomo Savelli                          | Rom                    | Kardinaldiakon   | Santa Maria in Cosmedin              | 17. Dezember 1261 | Urban IV.    | |
| Goffredo da Alatri                       | Alatri                 | Kardinaldiakon   | San Giorgio in Velabro               | 17. Dezember 1261 | Urban IV.    | |
| Giordano Pironti                         | Terracina              | Kardinaldiakon   | Santi Cosma e Damiano                | Mai 1262          | Urban IV.    | Starb im Oktober 1269                                                                                 |
| Matteo Rubeo Orsini                      | Rom                    | Kardinaldiakon   | Santa Maria in Portico               | Mai 1262          | Urban IV.    | Neffe von Papst Nikolaus III.                                                                         |